# Spettroscopia ultravioletta/visibile

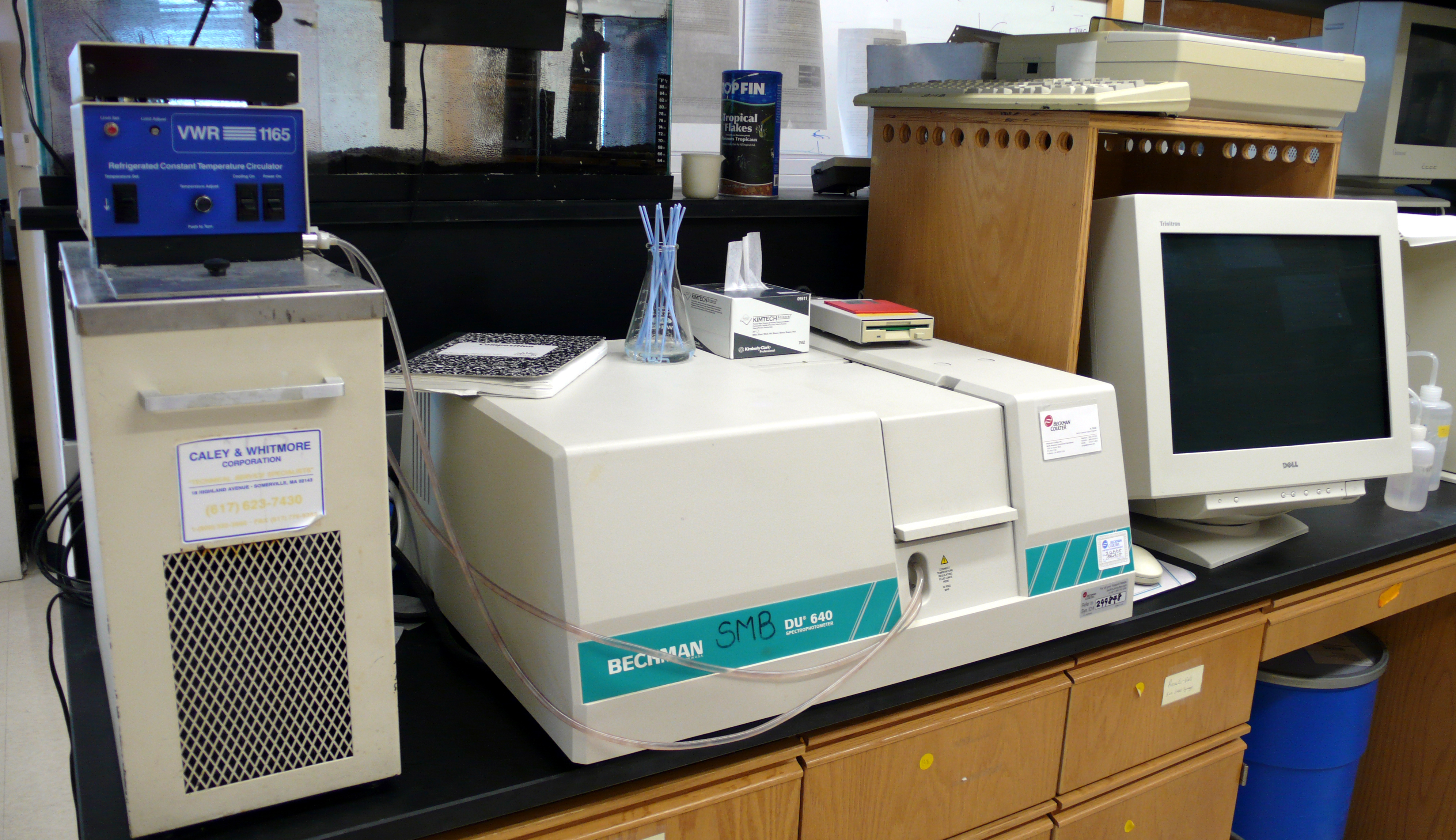
Spettrofotometro UV/Vis

La spettroscopia ultravioletta/visibile o spettroscopia UV-Vis è una tecnica spettroscopica di assorbimento molecolare comunemente utilizzata in chimica analitica.

## Generalità
Quando un fotone ultravioletto o visibile viene assorbito da una molecola, questa passa dal suo stato elettronico fondamentale ad uno stato elettronico eccitato.
In un tipico spettro UV-visibile in ascissa viene riportata la lunghezza d'onda e in ordinata l'assorbanza (o, raramente, la trasmittanza). Se un materiale non è completamente trasparente si verificheranno degli assorbimenti e quindi delle transizioni tra livelli energetici elettronici. In questo secondo caso lo spettro registrato sarà caratterizzato da una serie di picchi di altezza variabile per ciascuna transizione, in relazione all'intensità dell'assorbimento stesso.

## Applicazioni

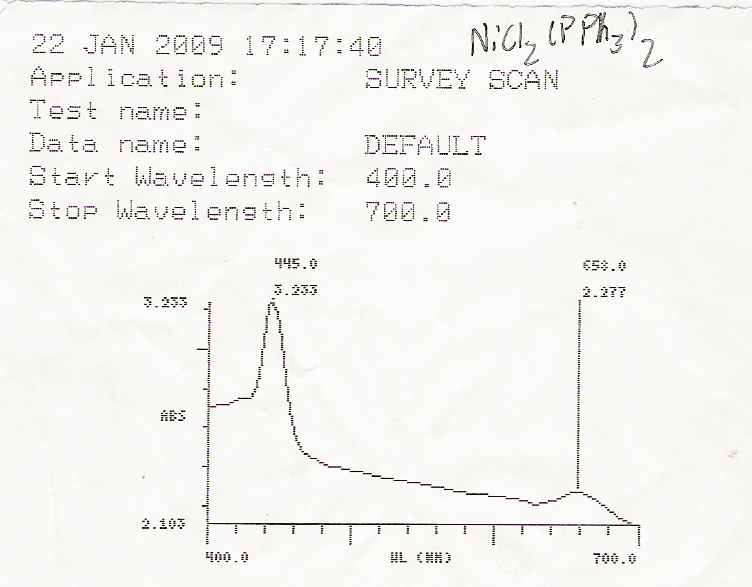
Un esempio di uno spettro visibile di una soluzione contenente nichel, un metallo di transizione.

Sfruttando questa tecnica spettroscopica è possibile compiere analisi sia quantitative sia, pur con maggior difficoltà, qualitative, inoltre è possibile effettuare studi cinetici (determinazioni biochimiche di enzimi o applicazioni più generiche di cinetica chimica) e titolazioni.
Fra le applicazioni più importanti vi sono:
- Lo studio delle soluzioni contenenti metalli del blocco d: queste sono spesso colorate per via delle transizioni elettroniche che possono avvenire fra orbitali d del metallo interessato. In certe coordinazioni geometriche infatti, gli orbitali d inizialmente degeneri subiscono una separazione energetica comparabile con un fotone nel campo UV-visibile. La conoscenza del divario energetico fra gli orbitali può indicare la presenza di certi ligandi.
- Lo studio di composti organici contenenti un alto livello di coniugazione nei legami π: l'energia necessaria per le transizioni elettroniche fra i diversi orbitali molecolari ricade proprio nello spettro visibile. In generale, più lungo è il sistema di coniugazione, più alta sarà l'assorbanza ed anche minore l'energia necessaria e di conseguenza più alta la lunghezza d'onda del fotone.

La legge di Lambert-Beer può essere applicata per poter confrontare dati provenienti da diverse macchine e costruire un database dei caratteristici spettri di un gran numero di composti.
Tuttavia, nel caso di miscele di sostanze in gran numero o sconosciute, essendo l'assorbanza additiva, l'analisi qualitativa di campioni incogniti risulta difficoltosa o impossibile, come di conseguenza quella quantitativa.

## Teoria
Quando un fotone possiede energia {\displaystyle h\nu } sufficiente affinché avvenga una transizione elettronica, si verifica un assorbimento che entro un certo intervallo di concentrazioni e in presenza di radiazione monocromatica segue la legge di Lambert-Beer:
{\displaystyle \;A=\epsilon _{\lambda }\ell \ C;}
dove ελ rappresenta il coefficiente di assorbimento (o estinzione) molare, C è la concentrazione molare della soluzione e l è il cammino ottico costituito dallo spessore di campione attraversato dal raggio luminoso. Il caratteristico assorbimento presentato da diversi tipi di sostanze dipende dalla presenza di determinati cromofori.
Per l'analisi qualitativa si esegue una scansione di A in funzione di λ e si confronta la posizione dei massimi con quella degli spettri di campioni noti.
Per l'analisi quantitativa di una sostanza si deve impiegare il valore di λ in cui ε presenta un massimo di assorbanza, in modo da massimizzare la sensibilità (dA/dC) e da minimizzare l'errore (dA/dλ) della misura.
Per l'analisi di miscele, occorre necessariamente conoscere le sostanze presenti e avere uno strumento con un alto potere risolutore; se non si riescono a ottenere, anche tramite reazioni di derivazione, picchi ben risolti così da poter applicare a ciascuno di essi la legge di Lambert-Beer, allora è necessario impostare un sistema di equazioni dove l'assorbanza è espressa secondo la legge di Lambert-Beer a un numero di lunghezze d'onda diverse pari al numero dei componenti la miscela, e dove è noto, da precedenti misurazioni sui singoli componenti puri, il coefficiente di estinzione molare per ciascuno dei componenti a ciascuna delle lunghezze d'onda prescelte (in corrispondenza di un massimo di assorbanza per ciascun componente).
Per minimizzare l'errore di misura (errore fotometrico), l'assorbanza dovrebbe sempre avere valori compresi fra 0,2 e 0,8, a partire dalla costruzione della retta di taratura.
Inoltre, è inevitabile commettere errori anche vistosi quando la banda di emissione del monocromatore ha un'ampiezza maggiore del picco di assorbimento dell'analita, in quanto lo strumento non riesce a definire la posizione e soprattutto l'intensità corretta dei massimi di assorbanza, essendo restituito il valore medio nell'intervallo di λ del monocromatore.
L'assorbimento di radiazione elettromagnetica è tanto più intenso quanto maggiore sarà la differenza di popolazione tra le molecole presenti nello stato fondamentale e quelle che popolano lo stato eccitato. Einstein identificò tre diversi contributi che intervengono nelle transizioni energetiche tra stati (rotazionali, vibrazionali, elettronici) differenti: l'assorbimento stimolato, l'emissione stimolata e l'emissione spontanea. Mentre assorbimento ed emissione stimolata dipendono dalla intensità della radiazione, l'emissione spontanea non presenta tale dipendenza per alcuna frequenza. Esprimendo il tasso di assorbimento come
{\displaystyle \;W=NB\rho }
dove {\displaystyle N} è il numero di molecole che popolano lo stato inferiore, {\displaystyle B} è il coefficiente di Einstein di assorbimento stimolato e {\displaystyle \rho } la densità di energia ricavata dalla distribuzione di Planck, ed esprimendo il tasso di emissione come somma dell'emissione spontanea e di quella stimolata tramite l'equazione
{\displaystyle \;W'=N'(A+B'\rho )}
dove {\displaystyle \;N'} è il numero di molecole che popolano lo stato superiore, {\displaystyle A} è il coefficiente di Einstein di emissione spontanea e {\displaystyle \;B'} è il coefficiente di Einstein di emissione stimolata, si perviene a un tasso di assorbimento netto {\displaystyle W_{netto}} dato dalla differenza
{\displaystyle \;W_{netto}=(N-N')B\rho -N'A}.
Si noti che, come dimostrato da Einstein, {\displaystyle \;B=B'}.

## Strumentazione

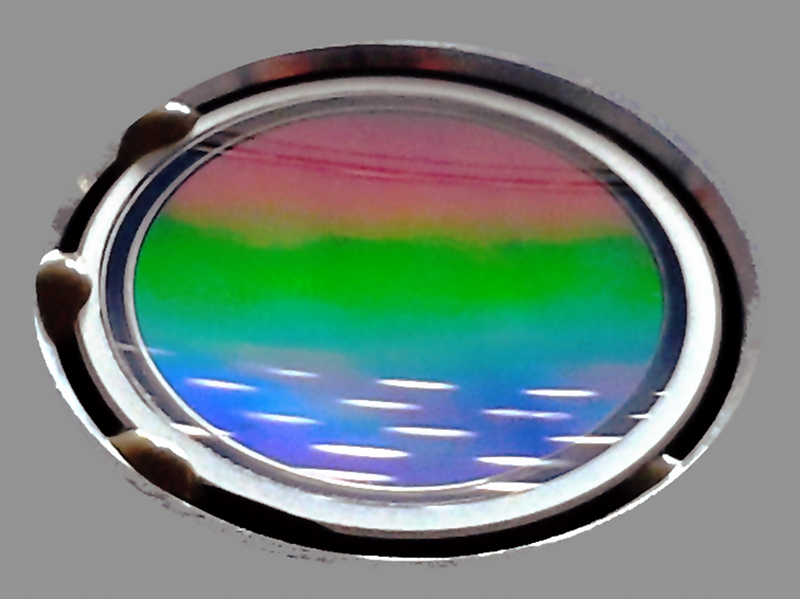
Reticolo di diffrazione riflettente usato come monocromatore in uno spettrofotometro UV-visibile.

Uno spettrofotometro UV-Vis si può schematicamente suddividere nei seguenti componenti principali:
- sorgente di energia radiante nello spettro UV-visibile;
- monocromatore, il cui scopo è quello di isolare un intervallo il più possibile ristretto di radiazioni emesse centrato nella lunghezza d'onda d'interesse;
- recipiente del campione, chiamato cuvetta;
- rivelatore/-i.

Le sorgenti principalmente utilizzate sono le lampade a incandescenza (al tungsteno), le lampade al deuterio e quelle allo xeno. Le ultime due tipologie di lampade consentono di coprire più efficacemente anche l'ultravioletto; le lampade allo xeno sono utilizzate negli spettrofluorimetri. I monocromatori principalmente utilizzati sono costituiti da specchi concavi e da reticoli in riflessione. Il campione da analizzare viene posto in cuvette che devono essere trasparenti alla lunghezza d'onda alla quale si lavora. Queste cellette hanno forma di parallelepipedo, spessore differente (solitamente 1 cm) e sono composte da vetro o materiale plastico nel caso di analisi condotte nel visibile (da 350 a 800 nm), mentre il quarzo è un materiale irrinunciabile nell'ultravioletto (da 200 a 1000 nm). I rivelatori tipicamente utilizzati sono dei dispositivi fotosensibili che sfruttano l'effetto fotoelettrico; vengono utilizzate fotocelle a vuoto e a gas, fotomoltiplicatori, celle fotovoltaiche, celle fotoconduttive e fotodiodi (es. PDA).
Lo schema ottico può essere a singolo raggio, - comodo solo per analisi quantitative -, se il raggio percorre un cammino unico dalla sorgente al rivelatore, oppure a doppio raggio. Il sistema a doppio raggio può essere a doppio raggio nello spazio o a doppio raggio nel tempo: il primo utilizza specchi semiriflettenti (o half-mirrors) che riflettono e trasmettono al 50% il raggio proveniente dal monocromatore, dopodiché il raggio riflesso e quello trasmesso sono inviati contemporaneamente al riferimento e al campione, cosicché sono necessari due rivelatori; il secondo schema prevede l'impiego di uno specchio rotante a settori (o chopper) che riflette integralmente il raggio della sorgente, indirizzandolo alternatamente verso il riferimento e verso il campione, in modo che serva un solo rivelatore.